# The Silent Mystery

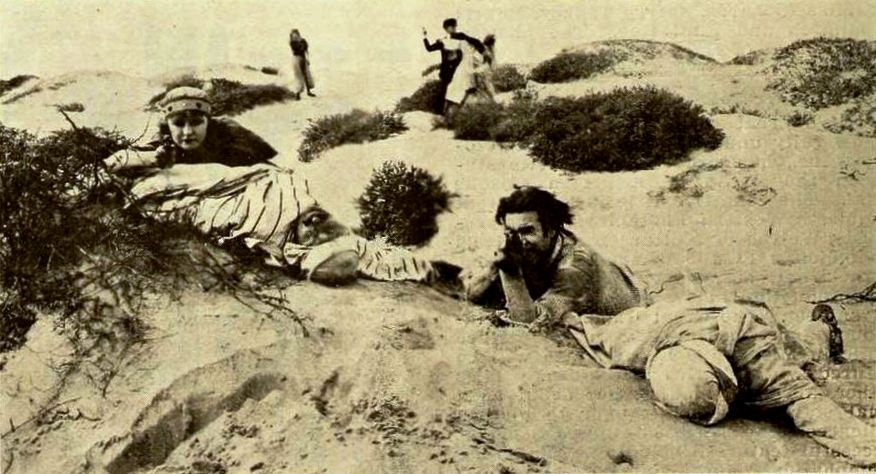
Cena de The Silent Mystery (1918)

The Silent Mystery é um seriado estadunidense de 1918, dirigido por Francis Ford, em 15 capítulos, categoria ação, e estrelado por Francis Ford e Mae Gaston. Foi produzido pela Burston Films, e ditribuído pela Silent Mystery Corporation.
Este seriado é considerado perdido.

## Elenco
- Francis Ford - Phil Kelly
- Mae Gaston - Betty Graham
- Rosemary Theby - Kah
- Jerome Ash - Van Berg (creditado Jerry Ash)
- Philip Ford - Chick (creditado Phil Ford)
- Elsie Van Name - Mrs. John Graham
- Olive Valerie (creditada Valeria Olivo)
- Hap Ward (creditado Hap H. Ward)
- Peter Gerald (creditado Pete Gerald)